# امیر نوری
امیر نوری (زادهٔ ۶ شهریور ۱۳۶۵) بازیگر اهل ایران است. او از کودکی وارد عرصهٔ بازیگری شد و تا به حال در بیش از ۳۰ فیلم بازی کرده‌است.

## زندگی
در تاریخ ۶ شهریورِ ۱۳۶۵ در شهر تهران متولد شد. وی از سال ۱۳۷۲ و زمانی که هفت ساله بود بازیگر شد اما بینندگان تلویزیونی با او در سال ۱۳۸۰ و سریال یادداشت‌های کودکی و پس از آن در بدون شرح آشنا شدند.

## انتشار ویدیو دربارهٔ شعار سال ۱۳۹۹
درحالی که رهبر ایران سید علی خامنه‌ای شعار سال ۱۳۹۹ را جهش تولید نام‌گذاری کرد، امیر نوری ویدئویی مربوط به این شعار در فضای مجازی منتشر کرد.  انتشار این کلیپ با اعتراض طرفداران رهبر جمهوری اسلامی و حمله به پیج اینستاگرام و تهدید او همراه بود. پس از چند ساعت گزارش‌هایی از بازداشت او در برخی رسانه‌ها منتشر شد، که او یا منبع دیگری صراحتاً آن‌ها را تأیید یا تکذیب نکرد.
روز بعد او با انتشار ویدئوی دیگری از خود، واکنش‌ها به شوخی خود با شعار 'جهش تولید' را جوسازی خواند و گفت: «آمدند از آب گل آلود ماهی بگیرند».

## فیلم‌شناسی

### سینمایی
| سال  | عنوان                         | کارگردان            |
| ---- | ----------------------------- | ------------------- |
| ۱۳۷۷ | دارا و ندار                   | فریدون حسن‌پور       |
| ۱۳۷۷ | پول                           |                     |
| ۱۳۷۷ | پیوند                         |                     |
| ۱۳۸۱ | خیمه سبز                      |                     |
| ۱۳۸۳ | ازدواج صورتی                  | منوچهر مصیری        |
| ۱۳۸۵ | عاشق                          | افشین شرکت          |
| ۱۳۸۵ | در مه بخوان (بالاتر از آسمان) | فریدون حسن‌پور       |
| ۱۳۸۶ | هندوانه شب یلدا               |                     |
| ۱۳۸۶ | بختک                          |                     |
| ۱۳۸۶ | خجالت بکش                     |                     |
| ۱۳۸۶ | دایره زنگی                    | پریسا بخت‌آور        |
| ۱۳۸۷ | دلداده                        | قدرت‌الله صلح‌میرزایی |
| ۱۳۸۷ | پسر تهرانی                    | کاظم راست‌گفتار      |
| ۱۳۸۸ | طلاق به سبک ایرانی            | فرید کلهر           |
| ۱۳۸۸ | بعدازظهر سگی سگی              | مصطفی کیایی         |
| ۱۳۸۸ | دلقک‌ها                        | عباس مرادیان        |
| ۱۳۸۹ | خانه به خانه                  |                     |
| ۱۳۸۹ | به من نگو دزد                 |                     |
| ۱۳۸۹ | من پلیس نیستم                 |                     |
| ۱۳۸۹ | کات کلانتری                   |                     |
| ۱۳۸۹ | با هم در خانه                 |                     |
| ۱۳۸۹ | یک بام و دو هوا               |                     |
| ۱۳۸۹ | اخراجی‌ها ۳                    | مسعود ده‌نمکی        |
| ۱۳۸۹ | آخرین مجرد                    |                     |
| ۱۳۸۹ | وفا ۲۰۱۲                      | رضا شفیعی جم        |
| ۱۳۹۰ | من خودم                       |                     |
| ۱۳۹۱ | نیش                           |                     |
| ۱۳۹۱ | رسوایی                        | مسعود ده‌نمکی        |
| ۱۳۹۲ | پیش شرط ازدواج                |                     |
| ۱۳۹۲ | مجرد ۴۰۰ ساله                 |                     |
| ۱۳۹۲ | مسابقه ازدواج                 |                     |
| ۱۳۹۲ | رد کارپت                      | رضا عطاران          |
| ۱۳۹۲ | معراجی‌ها                      | مسعود ده‌نمکی        |
| ۱۳۹۲ | افسونگر                       | حسین تبریزی         |
| ۱۳۹۳ | کی داده؟ کی گرفته؟            | علیرضا شاه‌حسینی     |
| ۱۳۹۳ | ضد ضرب                        | هادی شادمانی        |
| ۱۳۹۴ | ناردون                        | فریدون حسن‌پور       |
| ۱۳۹۴ | رسوایی ۲                      | مسعود ده‌نمکی        |
| ۱۳۹۷ | زیرنظر                        | مجید صالحی          |
| ۱۴٠۲ | باباسیبیلو                    | ادوین خاکیچیان      |

### تلویزیونی
- خندوانه
- دورهمی
- زنگ آخر
- شب آهنگی

| سال            | عنوان مجموعه                 | سمت                      | کارگردان             | توضیحات  |
| -------------- | ---------------------------- | ------------------------ | -------------------- | -------- |
| ۱۳۹۹           | چوب خط                       | بازیگر                   | حمید بهرامیان        | شبکه سه  |
| ۱۳۹۹           | آخر خط                       | بازیگر                   | علیرضا مسعودی        | شبکه سه  |
| ۱۳۹۸           | میانبر                       | بازیگر                   | یزدان فتوحی          | شبکه پنج |
| ۱۳۹۸           | حکایت‌های کمال                | بازیگر                   | قدرت‌الله صلح میرزایی |          |
| ۱۳۹۷           | کوبار                        | بازیگر                   | فریدون حسن پور       |          |
| ۱۳۹۶           | سفر در خانه                  | بازیگر                   | بهمن گودرزی          |          |
| ۱۳۹۴–۱۳۹۸      | محله گل و بلبل               | بازیگر                   | احمد درویشعلی پور    | شبکه دو  |
| ۱۳۹۳           | تله‌فیلم فرار سرباز شایان     | بازیگر                   |                      |          |
| ۱۳۹۱           | آماده باش                    | بازیگر                   |                      |          |
| ۱۳۹۳           | ایران برزیلته                | بازیگر                   |                      |          |
| ۱۳۹۳           | معراجی‌ها                     | بازیگر                   | مسعود ده نمکی        |          |
| ۱۳۹۳           | زخم                          | بازیگر                   |                      |          |
| ۱۳۹۱           | خانه‌ای روی تپه               | بازیگر                   |                      |          |
| ۱۳۹۰           | بیدارباش                     | بازیگر                   |                      |          |
| ۱۳۹۰           | موج و صخره                   | دستیار کارگردان و بازیگر | مجید صالحی           |          |
| ۱۳۸۹           | از یاد رفته                  | بازیگر                   |                      |          |
| ۱۳۸۹           | شاید برای شما هم اتفاق بیفتد | بازیگر                   |                      |          |
| ۱۳۸۸           | تله‌فیلم میش                  | بازیگر                   | مجید صالحی           |          |
| ۱۳۸۷           | جاده در دست تعمیر            | بازیگر                   | حسین تبریزی          |          |
| ۱۳۸۴–۱۳۸۶      | من و پوتی                    | بازیگر                   |                      |          |
| ۱۳۸۴           | ارث بابام                    | بازیگر                   |                      |          |
| ۱۳۸۳           | خوش غیرت                     | بازیگر                   | علی شاه حاتمی        |          |
| ۱۳۸۲           | بانکی‌ها                      | بازیگر                   |                      |          |
| ۱۳۸۲           | پول کثیف                     | بازیگر                   |                      |          |
| ۱۳۸۱           | خوش‌رکاب                      | بازیگر                   | علی شاه حاتمی        |          |
| ۱۳۸۱           | بدون شرح                     | بازیگر                   | مهدی مظلومی          |          |
| ۱۳۸۱           | مزرعه آفتابگردان             | بازیگر                   |                      |          |
| ۱۳۸۱           | همراز                        | بازیگر                   | سامان مقدم           |          |
| ۱۳۸۰           | ستاره باران                  | بازیگر                   |                      |          |
| ۱۳۸۰           | یادداشت‌های کودکی             | بازیگر                   |                      |          |
| ۱۳۸۰           | رستوران خانوادگی             | بازیگر میهمان            | حسین سهیلی‌زاده       | یک قسمت  |
| ۱۳۸۰           | خانه پدری                    | بازیگر                   | فریدون حسن‌پور        |          |
| ۱۳۷۹           | خانه نیکو                    | بازیگر                   |                      |          |
| ۱۳۷۸           | گنج                          | بازیگر                   |                      |          |
| ۱۳۷۸           | خاطرات طویل                  | بازیگر                   |                      |          |
| ۱۳۷۸           | کاشانه                       | بازیگر                   |                      |          |
| ۱۳۷۷           | سلام کوچولو                  | بازیگر                   |                      |          |
| ۱۳۷۶           | جادوی مهتاب                  | بازیگر                   |                      |          |
| ۱۳۷۷–۱۳۷۶ ۱۳۷۳ | پسران عاقل                   | بازیگر                   |                      |          |
| ۱۳۷۲           | دوستان خوب                   | بازیگر                   |                      |          |

### شبکه نمایش خانگی
- بالشها
- سال‌های دور از خانه
- سریال موچین